# Томпсон, Чарльз
Чарльз Джон Сэмюэль Томпсон (англ. Charles John Samuel Thompson, 27 августа 1862 — 14 июля 1943) — английский врач и писатель.
Томпсон получил образование в Ливерпульском университете, где изучал химию и фармацию. В 1909 году он стал куратором Института истории медицины Велкома. В 1927 году он был избран Королевской коллегией хирургов Англии почётным куратором исторической секции в их музее в Линкольнс-Инн-Филдс. Большая часть коллекции была уничтожена во время атак Второй мировой войны в мае 1941 года.
Он получил хорошее образование в области токсикологии и был автором книги «Яды и отравители» (1931). Он был членом Королевского медицинского общества.

## Публикации
- The Mysteries of Sex: Women Who Posed as Men and Men Who Impersonated Women (1974)
- History and Evolution of Surgical Instruments (1942)
- The Mystic Mandrake (1934)
- Alchemy and Alchemists (1932)
- Poisons and Poisoners (1931)
- The Mystery and Lore of Monsters (1930)
- The Art of the Apothecary (1929)
- Quacks of Old London (1928)
- The Mystery and Lure of Perfume (1927)
- The Mysteries & Secrets of Magic (1927)
- Poison Mysteries in History, Romance and Crime (1924)
- Zorastro, A Romance (1899) as "Creswick J Thompson"
- Poison Romance and Poison Mysteries (1899)
- Notes on Pharmacy and Dispensing for Nurses (1898)
- The Mystery and Romance of Alchemy and Pharmacy (1897)
- The Hand of Destiny: Folklore and Superstition for Everyday Life (1893)
- Practical Dispensing for Students, Pharmaceutical and Medical (1891)